# سهره نوک‌میخی
سهره نوک‌میخی (نام علمی: Acanthidops bairdi) نام یک گونه از تیره فرخنده است.